# Tablan
Tablan (in arabo تبلان‎?, Tablān; detto anche Tablū, Tahbalu, o Tablow) è un villaggio appartenente alla circoscrizione di Nimbeluk, nella contea di Shahrestān di Qa'enat, in provincia del Khorasan Meridionale, in Iran. Su un censimento del 2006, la popolazione contava 64 abitanti su 26 famiglie.